# Patinage de vitesse sur piste courte aux Jeux olympiques de 2022
Navigation
Pyeongchang 2018 Milan-Cortina 2026
Les épreuves de patinage de vitesse sur piste courte aux Jeux olympiques d'hiver de 2022 ou short-track aux Jeux olympiques d'hiver de 2022 se déroulent au palais omnisports de la capitale de Pékin, en Chine, du 4 février 2022 au 20 février 2022. Il s'agit de la 9e apparition du short-track aux Jeux olympiques.

## Préparation de l'événement

### Désignation du pays hôte
Le 7 juillet 2014, après la période d'évaluation des dossiers, le Comité international olympique annonce considérer trois candidatures : Almaty, Pékin et Oslo. Le 1er octobre 2014, Oslo retire sa candidature. Le vote a lieu le 31 juillet 2015 à Kuala Lumpur et le CIO désigne Pékin 44 voix à 40. Pour la première fois depuis les jeux de 1968 (si l'on exclut 1992 et 1994, à cause du décalage exceptionnel), l'alternance des continents pour les jeux d'hiver n'est pas respectée.

### Lieu de la compétition
La compétition a lieu au palais omnisports de la capitale de Pékin. Il s'agit du lieu où se sont déroulées les épreuves de volley-ball pendant les Jeux olympiques d'été de 2008, rénové pour accueillir le patinage de vitesse sur piste courte et le patinage artistique en 2022. Cet effort de pérennité sur un bâtiment construit en 1968 est salué par le CIO.
La patinoire est également équipée d'un système de refroidissement au dioxyde de carbone, plus écologique que les anciens systèmes et conçu par des étudiants de l'université polytechnique de Pékin.

### Officiels
L'Union internationale de patinage nomme quinze officiels pour la compétition, dont cinq qui officient pour la compétition masculine et la compétition féminine.
- Hugo Herrnhof, référent technique
- Stoytcho Stoytchev, référent technique
- Kim Eunkuk, responsable médical
- Peter Breukel, competitor steward
- Kwon Bok-hee, competitor steward
- Nicola Notarangelo, opérateur d'arbitrage vidéo

Compétition féminine
- Beata Padar, juge
- Tim Bostley, premier assistant au juge
- Sarah Henderson, assistante au juge
- Stuart Biggs, assistant vidéo au juge
- Roman Pawlowski, starter

Compétition masculine
- Peter Worth, juge
- Alain Jeanne, premier assistant au juge
- Yang Yang, assistante au juge
- Alexandra Valach, assistante vidéo au juge
- Luciano Dalbard, starter

## Qualifications

### Processus
Les coupes du monde de l'Union internationale de patinage servent de qualifications aux épreuves.
Pour la Chine, 5 femmes et 5 hommes sont qualifiés par défaut. Les autres nations peuvent qualifier au maximum 3 femmes et 3 hommes aux distances individuelles et 5 hommes et 5 femmes (4 membres d'équipe et un remplaçant) en cas de qualification au relais. Au total, 110 patineurs peuvent participer à la compétition : les patineurs arrivés dans le top 32 de chaque événement individuel ou dans le top 8 des relais à la fin du circuit des Coupes du monde seront qualifiés pour les Jeux olympiques et ensuite sélectionnés par leur pays de référence.
Quatre autres nations atteignent le maximum de 10 places : le Canada, l'Italie, la Corée du Sud et les Pays-Bas.

### Quotas de participants par pays
Les quotas de participants par pays sont annoncés par l'ISU le 9 décembre 2021.
| Pays                   | Relais mixte | Hommes | Hommes  | Hommes  | Hommes | Femmes | Femmes  | Femmes  | Femmes | Total                       |
| Pays                   | Relais mixte | 500 m  | 1 000 m | 1 500 m | Relais | 500 m  | 1 000 m | 1 500 m | Relais | Total                       |
| ---------------------- | ------------ | ------ | ------- | ------- | ------ | ------ | ------- | ------- | ------ | --------------------------- |
| Allemagne              |              |        |         |         |        |        |         | 2       |        | 2                           |
| Australie              |              | 1      | 1       |         |        |        |         |         |        | 1                           |
| Belgique               |              | 1      | 1       | 1       |        | 1      | 1       | 1       |        | 2                           |
| Canada                 | X            | 3      | 2       | 3       | X      | 3      | 3       | 3       | X      | 10                          |
| Chine                  | X            | 3      | 3       | 3       | X      | 3      | 3       | 3       | X      | 10                          |
| Corée du Sud           | X            | 2      | 3       | 3       | X      | 2      | 3       | 3       | X      | 10                          |
| Croatie                |              |        |         |         |        | 1      |         |         |        | 1                           |
| États-Unis             | X            | 3      | 2       | 3       | X      | 2      | 2       | 3       |        | 8                           |
| France                 | X            | 2      | 2       | 2       |        | 2      | 2       | 2       |        | 4                           |
| Grande-Bretagne        |              |        | 2       | 1       |        | 1      | 1       | 1       |        | 3                           |
| Hong Kong              |              | 1      |         |         |        |        |         |         |        | 1                           |
| Hongrie                | X            | 3      | 3       | 3       | X      | 2      | 2       | 2       |        | 7                           |
| Israël                 |              | 1      | 1       | 1       |        |        |         |         |        | 1                           |
| Italie                 | X            | 2      | 2       | 3       | X      | 3      | 2       | 3       | X      | 10                          |
| Japon                  | X            | 2      | 2       | 3       | X      | 1      | 3       | 3       |        | 10                          |
| Kazakhstan             | X            | 3      | 1       | 1       |        | 1      | 2       | 2       |        | 5                           |
| Lettonie               |              | 1      | 1       | 2       |        |        |         |         |        | 2                           |
| Pays-Bas               | X            | 3      | 3       | 3       | X      | 2      | 3       | 3       | X      | 10                          |
| Pologne                | X            |        |         | 1       |        | 3      | 2       | 2       | X      | 6                           |
| Tchéquie               |              |        |         |         |        | 1      |         | 1       |        | 1                           |
| ROC                    | X            | 2      | 2       | 3       | X      | 3      | 3       | 3       | X      | 9                           |
| Turquie                |              |        | 1       |         |        |        |         |         |        | 1                           |
| Ukraine                |              | 1      |         |         |        |        |         | 1       |        | 2                           |
| Total : 24 délégations | 12           | 32     | 32      | 36      | 8      | 32     | 32      | 36      | 8      | 112 (57 hommes / 55 femmes) |

### Qualifications par pays
Les pays doivent soumettre leur liste de patineurs avant le 22 janvier 2022.

#### Pays sans processus de sélection

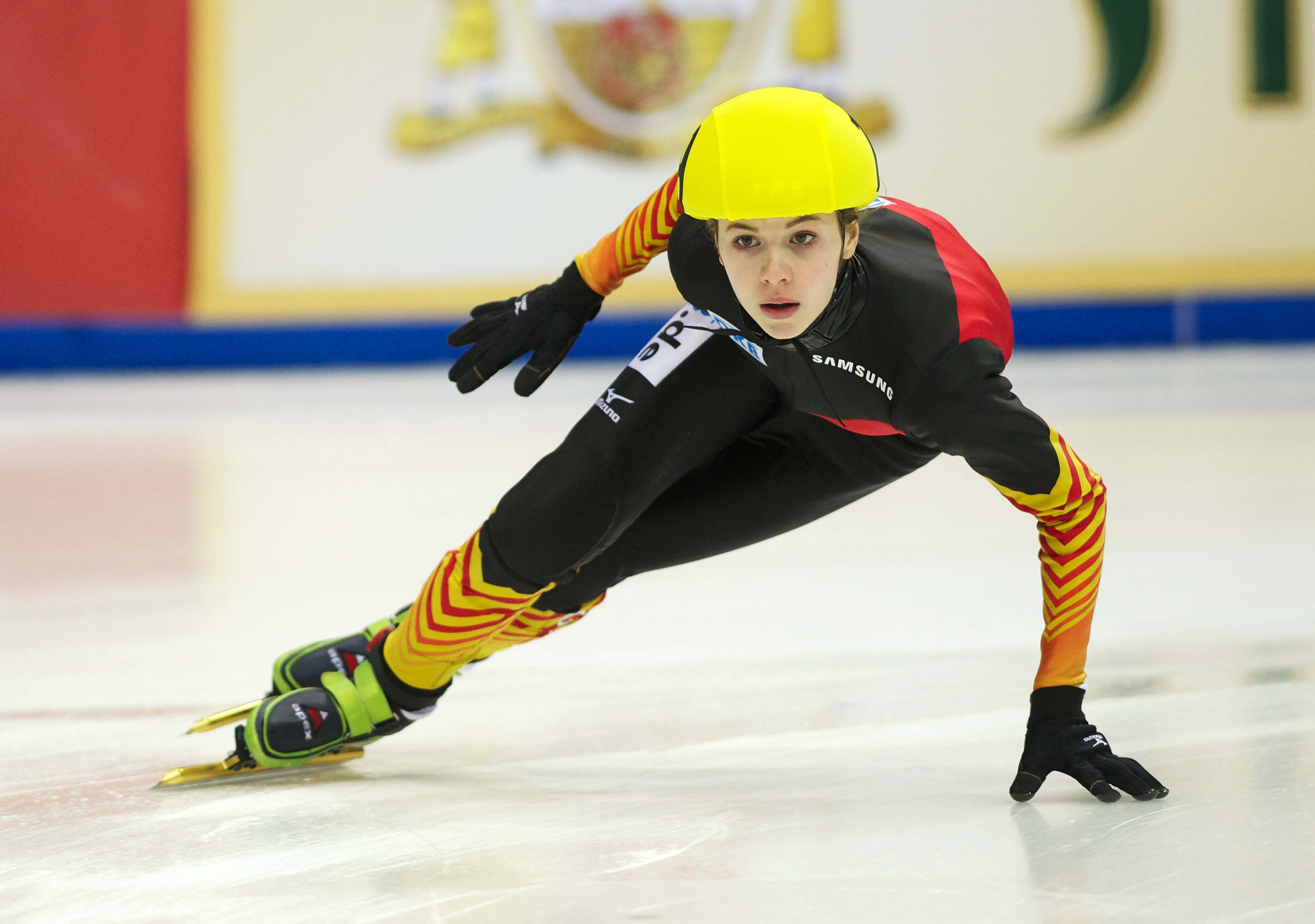
Anna Seidel représente l'Allemagne.

Anna Seidel est la seule Allemande qualifiée pour les Jeux.
La condition de la fédération australienne pour la qualification des patineurs et patineuses est la même que celle du comité olympique : il faut avoir fait partie du top 32 d'au moins une distance. C'est le cas de Brendan Corey, qui représente donc l'Australie sur le 500 mètres et le 1 000 mètres.
La Belgique qualifie d'office ses deux patineurs éligibles, Hanne Desmet et Stijn Desmet, tous deux sur toutes les distances. Hanne Desmet a pris une pause de plusieurs mois après sa qualification en début de saison, en raison d'une commotion cérébrale mal soignée à la fin de l'été.

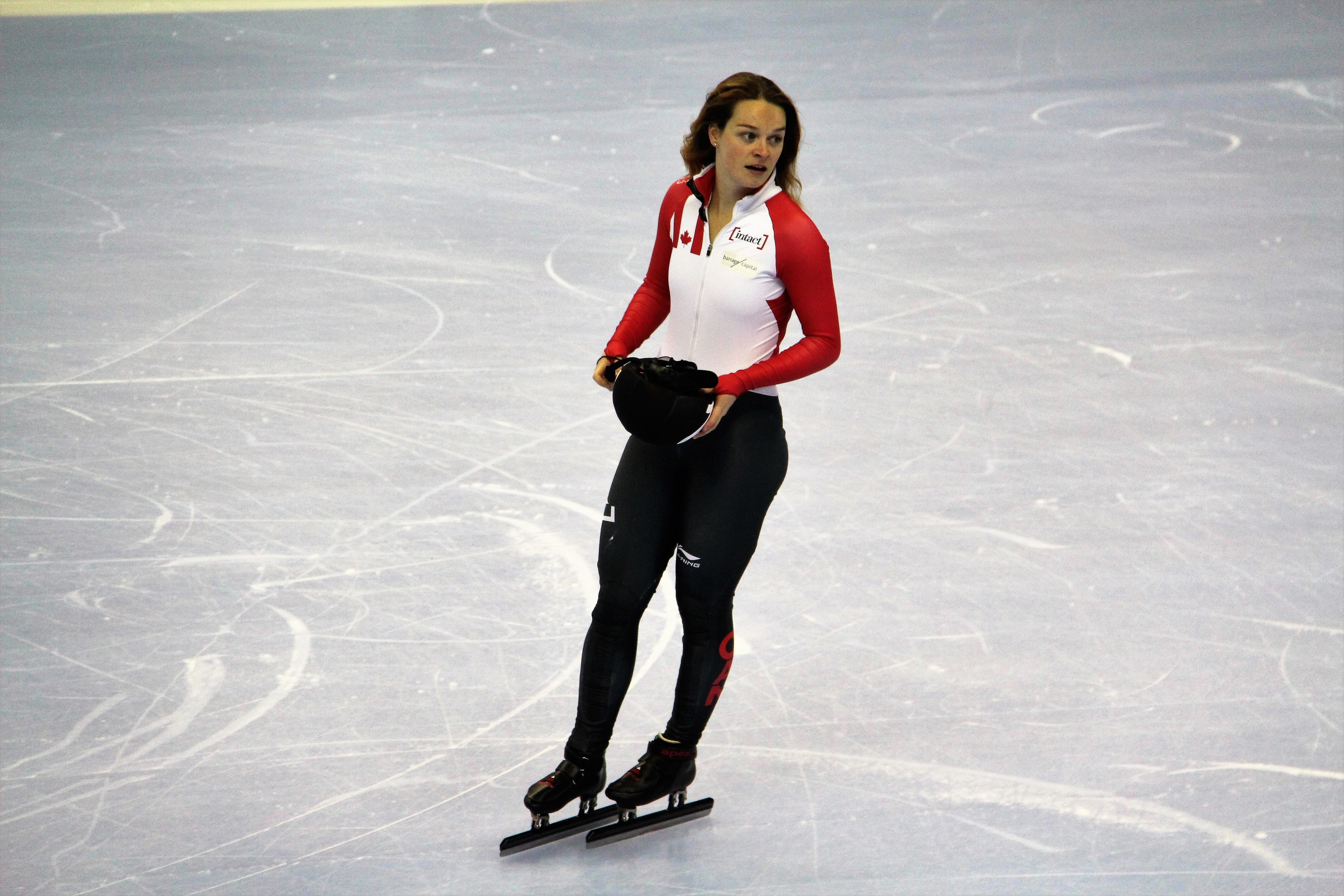
Kim Boutin aux sélections nationales canadiennes de 2017.

Le Canada qualifie le maximum d'athlètes aux Jeux olympiques, soit cinq femmes et cinq hommes, et envoie les personnes ayant reçu les meilleures performances lors de la saison de coupe du monde. Les hommes, menés par Charles Hamelin, sont Pascal Dion qui a participé aux Jeux de 2018, et les nouveaux arrivants Steven Dubois, Maxime Laoun et Jordan Pierre-Gilles. Chez les femmes, Kim Boutin est médaillée en 2018 et accompagnée des nouvelles recrues Danaé Blais, Florence Brunelle, Alyson Charles et Courtney Sarault. Florence Brunelle, à 18 ans et deux mois, est la plus jeune participante du Canada dans l'histoire olympique de la discipline. Charles Hamelin est porte-drapeau canadien avec Marie-Philip Poulin.

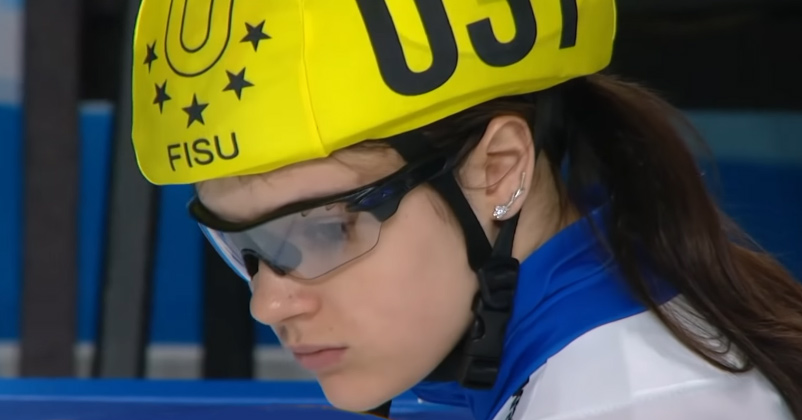
Sofia Prosvirnova en compétition.

Le Comité olympique russe envoie 5 hommes et 5 femmes à la compétition. Les femmes sont Ekaterina Efremenkova, Sofia Prosvirnova, Vera Rasskazova, Elena Seregina et Anna Vostrikova. Les hommes sont Denis Aïrapetian, Daniil Eibog, Semen Elistratov, Konstantine Ivliev et Pavel Sitnikov.
La Croate Valentina Aščić se qualifie en Coupe du monde pour le 500 mètres et le 1 500 mètres.

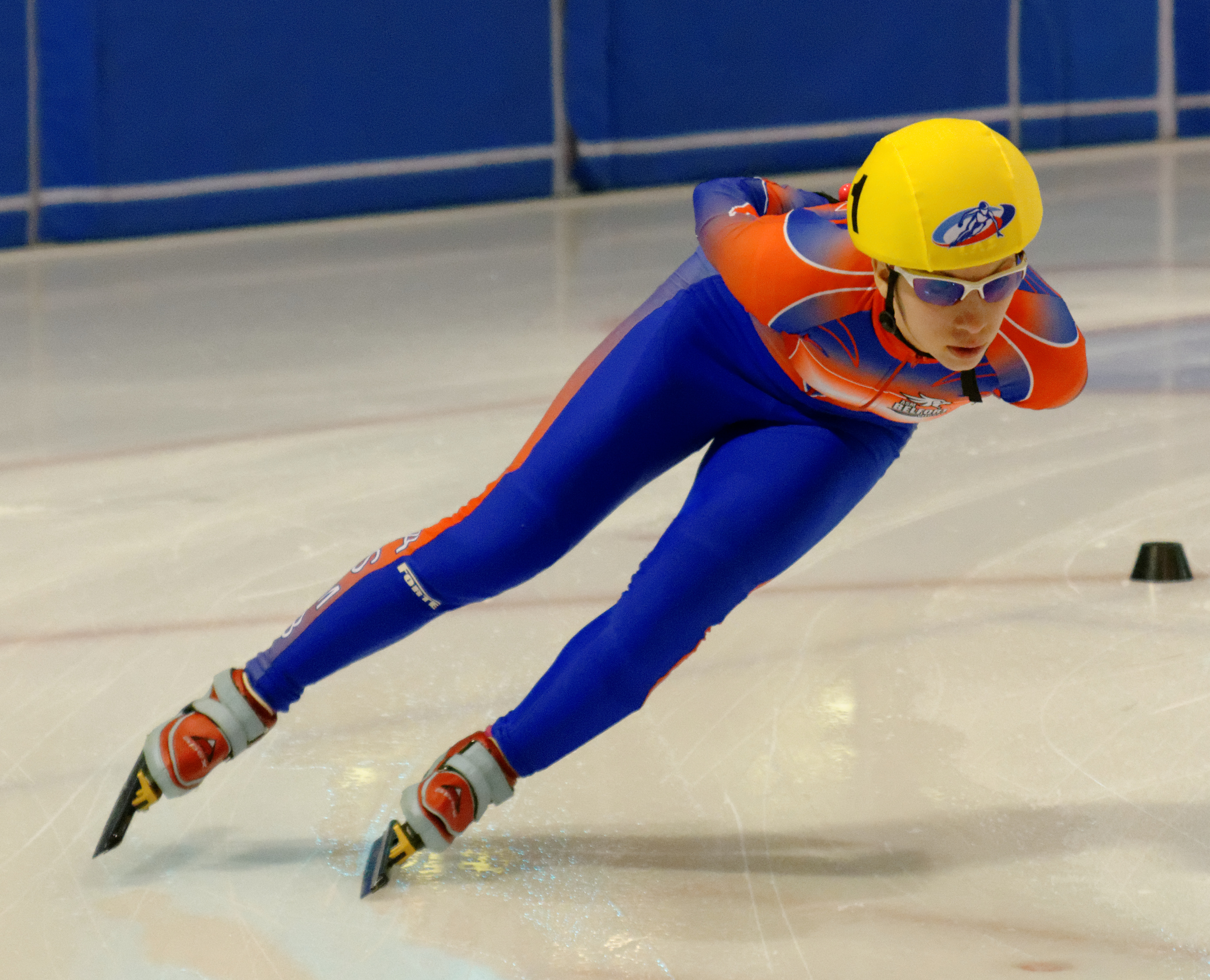
Tifany Huot-Marchand vêtue de la combinaison de l'équipe de Belfort.

La France envoie les vétérans Tifany Huot-Marchand et Sébastien Lepape et leurs jeunes accompagnants Gwendoline Daudet et Quentin Fercoq aux Jeux, avec validation du comité olympique français le 19 janvier ; Aurélie Monvoisin, très bien classée en France, se fait une double fracture du tibia pendant la troisième manche de Coupe du monde, tandis que sa blessure empêche la qualification du relais féminin.
Pour la Grande-Bretagne, Elise Christie annonce prendre sa retraite après une dernière blessure à la cheville. Restent trois qualifiés : Kathryn Thomson sur toutes les distances individuelles, et les frères Farrell Treacy et Niall Treacy, tous les deux sur le 1 000 mètres avec Farrell Treacy également au 1 500 mètres.
Le Hong Kongais Sidney Chu, qui s'entraîne généralement à Salt Lake City en l'absence de patinoires aux tailles standards à Hong Kong, se qualifie pour les Jeux.

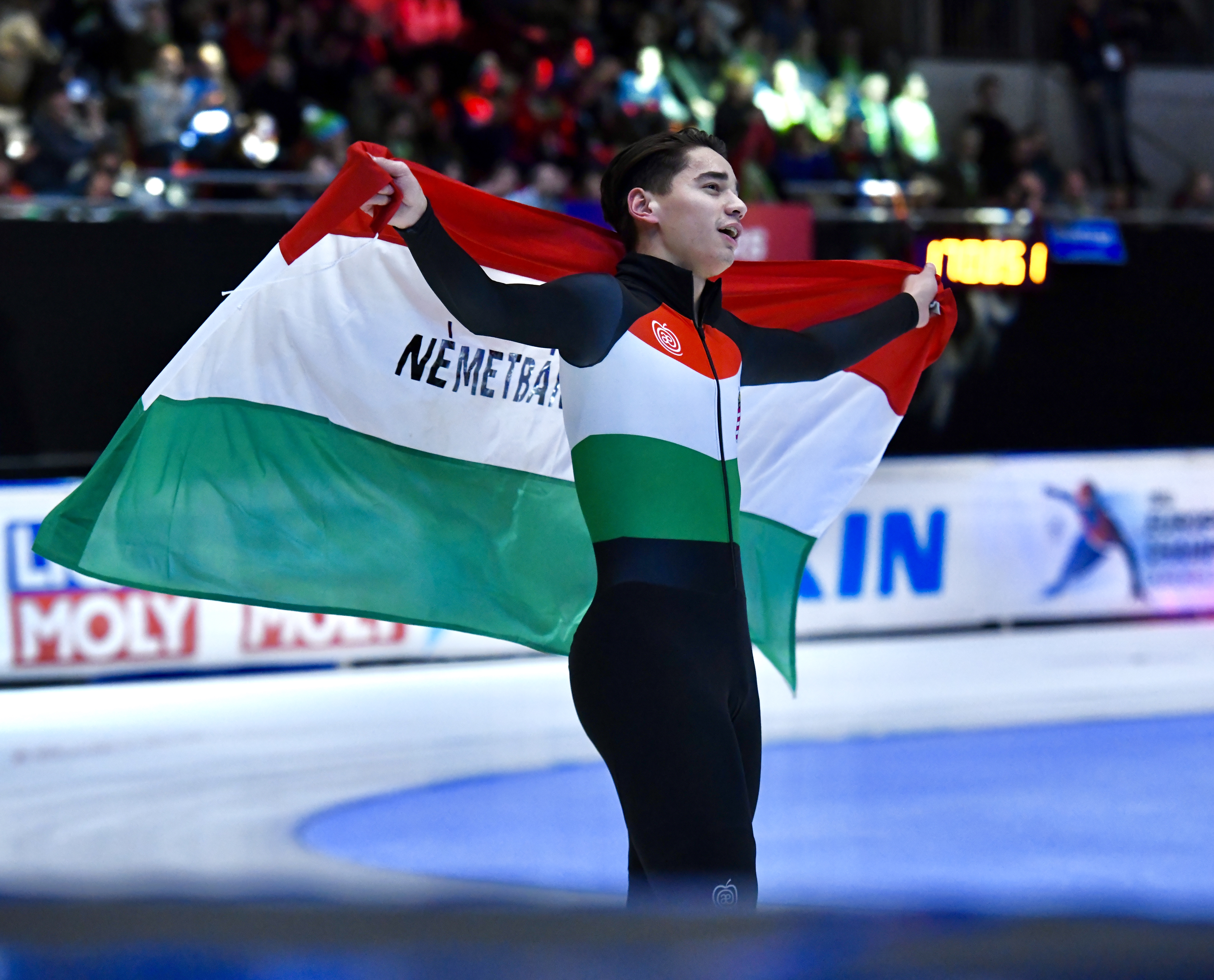
Shaolin Sándor Liu en compétition.

La Hongrie qualifie tous ses meilleurs patineurs. Chez les femmes, il s'agit de Petra Jászapáti et Zsófia Kónya ; chez les hommes, de John-Henry Krueger, Bence Nogradi, Alex Varnyu et les frères Shaolin Sándor Liu et Shaoang Liu. Fin janvier 2022, Shaoang Liu est contrôlé positif au Covid-19, sans symptômes.
Vladislav Bykanov participe aux Jeux olympiques une troisième fois, après avoir été porte-drapeau d'Israël en 2014.
Le Japon qualifie trois femmes en individuel, Shione Kaminaga, Sumire Kikuchi et Yuki Kikuchi, ainsi qu'une équipe masculine de relais constitué de Kota Kikuchi, Katsunori Koike, Shōgo Miyata et Kazuki Yoshinaga.
Le Kazakhstan envoie notamment Abzal Azhigaliyev qui est porte-drapeau du pays avec la patineuse artistique Ekaterina Aidova. L'équipe compte également deux femmes, Olga Tikhonova et Yana Khan, et deux hommes, Adil Galiakhmetov et Denis Nikisha.
La Lettonie envoie ses deux patineurs qualifiés, Roberts Krūzbergs et Reinis Bērziņš.
6 patineurs représentent la Pologne. L'équipe féminine est composée des sœurs Natalia Maliszewska et Patrycja Maliszewska, ainsi que de Nikola Mazur et Kamila Stormowska. Les hommes sont Lukasz Kuczynski et Michal Niewinski.
La tchèque Michaela Hrůzová se qualifie pour ses seconds Jeux olympiques ; elle doit participer aux sélections néerlandaises, mais annule sa participation pour ne pas risquer d'attraper le Covid quelques semaines avant les Jeux olympiques. Elle représente le pays au 500 mètres et au 1 500 mètres, bien qu'elle ait un niveau faible au 500 mètres : c'est sa compatriote Petra Vaňková qui offre une place au pays, mais la République Tchèque ne s'assure qu'une seule place et choisit Hruzova.
Furkan Akar représente la Turquie.
L'Ukraine envoie Uliana Dubrova et Oleh Handei.

#### Pays avec processus de sélection
En janvier 2022, la Chine organise trois compétitions de qualifications nationales aux Jeux olympiques. Les cinq hommes qualifiés sont les vétérans Wu Dajing et Ren Ziwei et les plus jeunes Sun Long, Li Wenlong et Zhang Tianyi, et les cinq femmes sont Zhang Yuting, Fan Kexin, Qu Chunyu, Zhang Chutong et Han Yutong. Lors de la compétition, les deux premiers patineurs du championnat sont qualifiés, mais les autres doivent cumuler des points avec leur placement sur chaque distance ; An Kai, un des favoris de l'équipe, ne marque pas assez de points pour intégrer l'équipe olympique malgré sa victoire aux deux dernières manches sur toutes les distances.

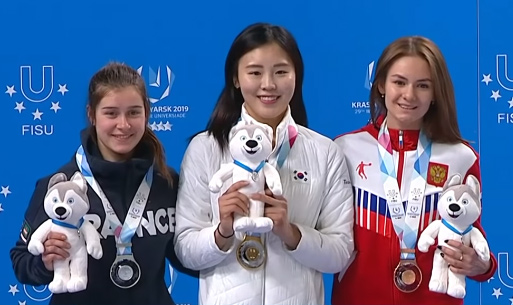
Kim Alang et Ekaterina Efremenkova, première et troisième des Universiades d'hiver de 2019, sont aux Jeux olympiques. Aurélie Monvoisin, à gauche, se fracture le tibia pendant les qualifications.

La Corée du Sud interdit à Shim Suk-hee de participer aux Jeux olympiques, tout comme elle a été interdite de coupees du monde pendant la saison après avoir été accusée d'avoir truqué une course et insulté ses coéquipières, malgré sa victoire à la compétition de qualification nationale. Kim Ji-yoo se place troisième aux qualifications, mais se fracture la cheville pendant la saison de coupe du monde et ne se rend pas aux Jeux. Restent dans l'ordre Choi Min-jeong, Lee Yu-bin, Kim Alang, Seo Whi-min et Park Ji-yun, les deux dernières ne participant qu'aux épreuves de relais. Lim Hyo-jun, suspendu en 2019 après avoir dénudé un coéquipier sans son consentement devant l'équipe féminine, tente d'obtenir la nationalité chinoise à temps pour les Jeux olympiques, mais ne se rend finalement pas aux Jeux. L'équipe masculine inclut bien les cinq premiers patineurs des sélections, dans l'ordre Hwang Dae-heon, Lee June-seo, Park Jang-hyuk, Kwak Yoon-gy et Kim Dong-wook.
En décembre 2021, les États-Unis organisent une compétition de qualification pour les Jeux olympiques. Kristen Santos remporte quatre des six courses de qualifications, Maame Biney les deux restantes. Corinne Stoddard, Julie Letai et Eunice Lee complètent la sélection nationale. Chez les hommes, Ryan Pivirotto et Andrew Heo s'assurent une place, battant tous deux le favori Brandon Kim. Il s'agit de la plus petite équipe masculine de short-track pour le pays depuis la démonstration du sport en 1992 à Albertville.

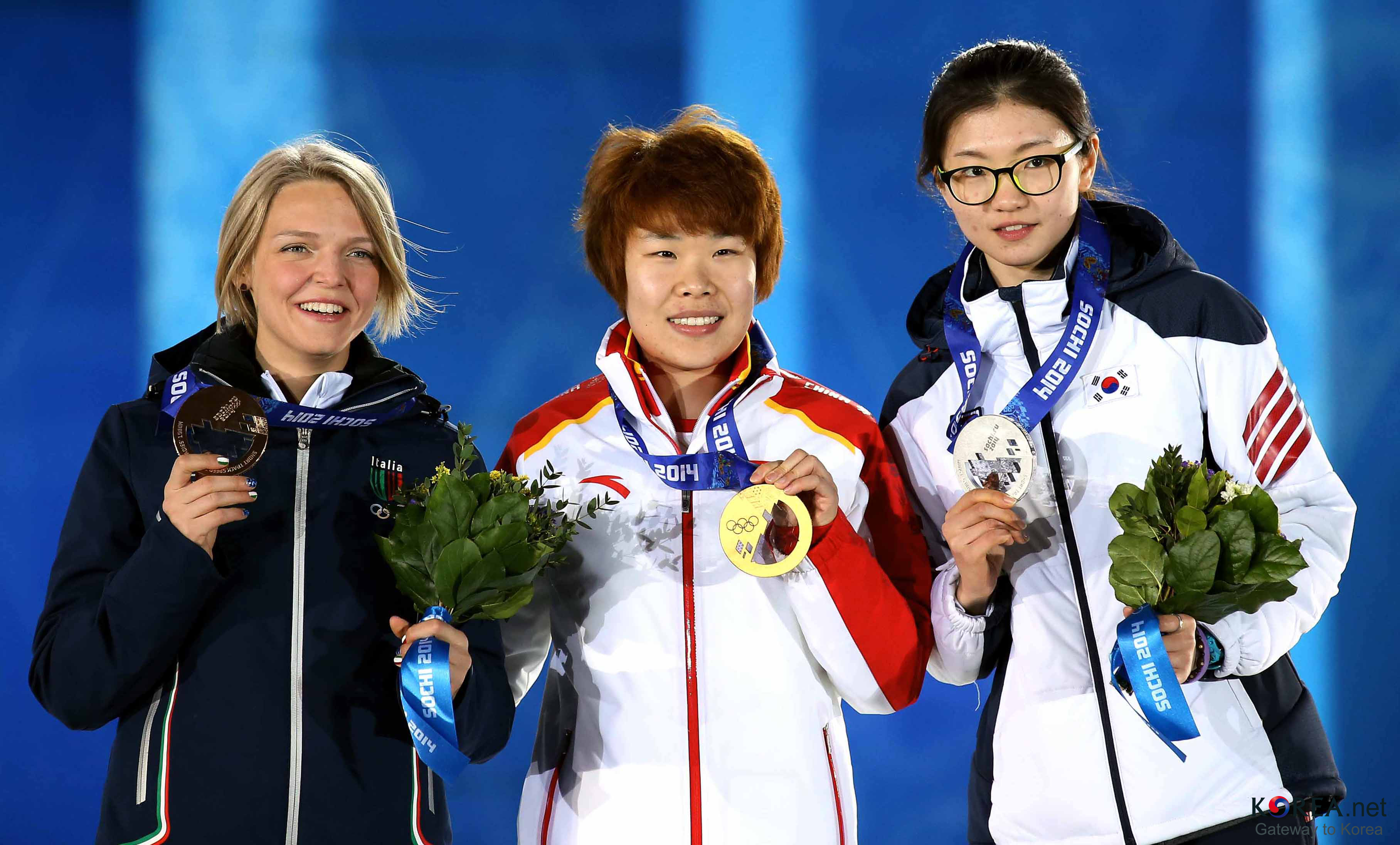
Pour les Jeux olympiques de 2022, Zhou Yang (au centre) est retraitée, Shim Suk-hee (à droite) est suspendue après un scandale au sein de la fédération sud-coréenne, et Arianna Fontana vise sa neuvième médaille olympique.

L'Italie envoie des patineurs choisis par l'entraîneur Kenan Gouadec. Chez les femmes, il s'agit de la multi-médaillée Arianna Fontana, de Cynthia Mascitto, d'Arianna Sighel et des sœurs Arianna Valcepina et Martina Valcepina. Chez les hommes, on retrouve Andrea Cassinelli, Yuri Confortola, Tommaso Dotti, Pietro Sighel et Luca Spechenhauser.

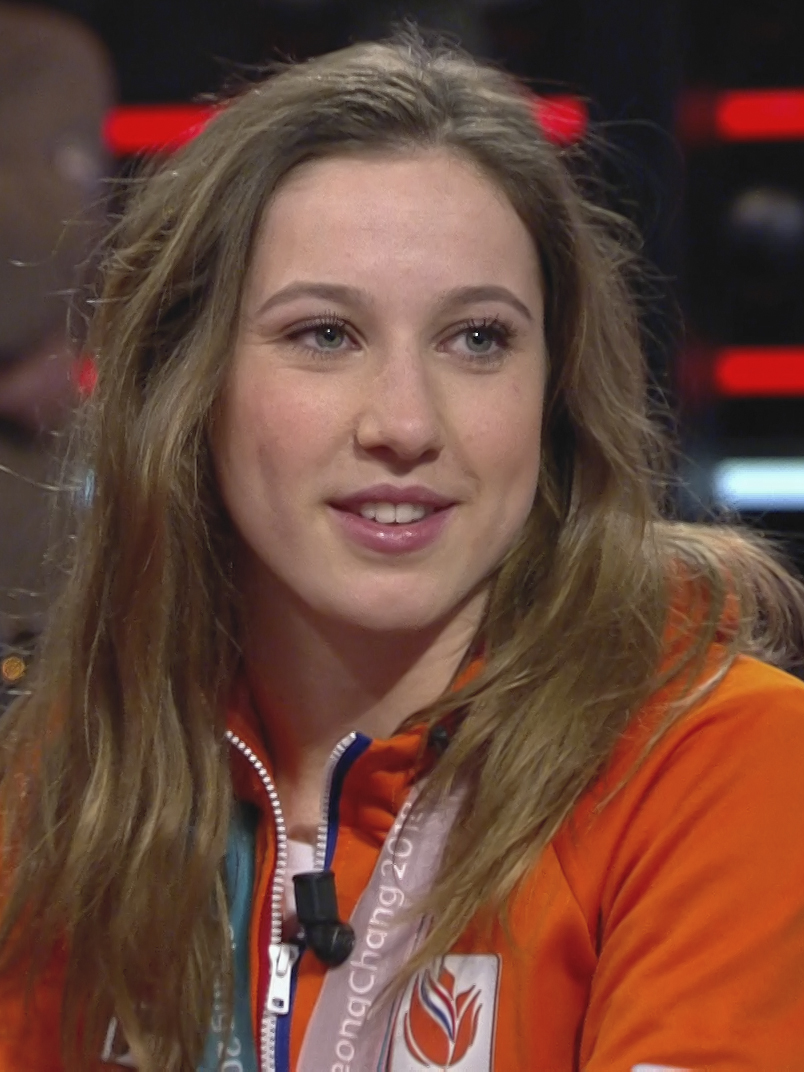
Suzanne Schulting, championne olympique du 1000 mètres à Pyeongchang, est une des favorites de la compétition.

Les Pays-Bas organisent une compétition informelle à Leeuwarden en janvier 2022 pour attribuer quelques places restantes, en l'absence des championnats d'Europe annulés à cause de la pandémie de Covid-19. Sont pré-qualifiés chez les hommes Itzhak de Laat, Sjinkie Knegt, Jens van 't Wout et Sven Roes, et chez les femmes Suzanne Schulting, Xandra Velzeboer, Selma Poutsma et Yara van Kerkhof. Il reste donc deux places à attribuer, qui reviennent à Rianne de Vries et Daan Breeuwsma.

## Événements marquants

### Ajout du relais mixte
Les Jeux olympiques de 2022 sont les premiers avec une épreuve de relais mixte. Il s'agit d'une course de 2000 mètres par équipes de quatre, deux femmes et deux hommes, courant dans l'ordre suivant : femme, femme, homme, homme, puis à nouveau le même ordre.

### Hommage néerlandais à Lara van Ruijven
L'équipe des Pays-Bas fait coudre un cœur à motif panthère sur ses combinaisons en hommage à Lara van Ruijven, médaillée de bronze au relais des Jeux olympiques de 2018 et morte d'une maladie auto-immune lors d'un stage d'entraînement à Font-Romeu en juin 2020 à 27 ans. Van Ruijven avait décoré ses lunettes et son casque d'un motif panthère et était surnommée « Lara la panthère » par son équipe et ses fans néerlandais.
Pour cela, elle reçoit une autorisation spéciale de l'Union internationale de patinage et du Comité international olympique.

### Cas de Covid-19 dans les sélections nationales
Shaoang Liu est testé positif au Covid-19 le 26 janvier et Sébastien Lepape le 27 janvier. Tous deux sont autorisés à participer à l'ensemble de la compétition le 2 février,.
Testée positive au Covid-19 le 30 janvier, Natalia Maliszewska est finalement autorisée à participer à l'ensemble de la compétition le matin même des séries du 500 mètres. Les procédures d'isolation l'empêchent de remplir son rôle de porte-drapeau lors de la cérémonie d'ouverture des Jeux. Ayant reçu un test négatif, elle participe aux séries et se qualifie en quarts de finale, avant de recevoir un nouveau test positif juste après sa course et d'être interdite à nouveau de participer. Le lendemain à trois heures du matin, le personnel des Jeux vient la chercher dans sa chambre d'hôtel pour la ramener à l'hôtel et elle peut participer aux séries du 1000 mètres.

### Changements de règlement
Entre 2018 et 2022, un changement de règlement veut que le motif de disqualification soit désormais prononcé quand quelqu'un reçoit une pénalité. Cela suit la controverse des Jeux précédents où pour la première fois de l'histoire, l'ISU poste un communiqué expliquant précisément les raisons d'une disqualification afin de faire taire la polémique naissante,.

## Déroulement de la compétition

### Cérémonie d'ouverture
Charles Hamelin est porte-drapeau canadien avec la hockeyeuse Marie-Philip Poulin. Kwak Yoon-gy et Kim Alang portent ensemble le drapeau de la Corée du Sud. Le Kazakh Abzal Azhigaliyev partage le drapeau avec la patineuse de vitesse Ekaterina Aidova. Furkan Akar est porte-drapeau de la Turquie avec Ayşenur Duman (en).
L'équipe hongroise n'est pas autorisée à se rendre à la cérémonie d'ouverture, la fédération hongroise décidant qu'ils doivent se reposer avant les épreuves du lendemain. Sydney Chu est le seul Hong Kongais présent à la cérémonie, et se retrouve de fait porte-drapeau de sa délégation, tous ses compatriotes étant en isolement après un test positif au Covid-19.

### Programme
Tous les événements ont lieu le soir.
| Épreuves ou évènements               | Épreuves ou évènements               | Journées de compétition | Journées de compétition | Journées de compétition | Journées de compétition | Journées de compétition | Journées de compétition | Journées de compétition | Journées de compétition | Journées de compétition | Journées de compétition | Journées de compétition | Journées de compétition | Journées de compétition | Journées de compétition | Journées de compétition | Journées de compétition | Journées de compétition | Journées de compétition |
| Épreuves ou évènements               | Épreuves ou évènements               | V                       | S                       | D                       | L                       | M                       | M                       | J                       | V                       | S                       | D                       | L                       | M                       | M                       | J                       | V                       | S                       | D                       |                         |
| Épreuves ou évènements               | Épreuves ou évènements               | 4                       | 5                       | 6                       | 7                       | 8                       | 9                       | 10                      | 11                      | 12                      | 13                      | 14                      | 15                      | 16                      | 17                      | 18                      | 19                      | 20                      |                         |
| Épreuves ou évènements               | Épreuves ou évènements               | Février 2022            |                         |                         |                         |                         |                         |                         |                         |                         |                         |                         |                         |                         |                         |                         |                         |                         |                         |
| Cérémonies d'ouverture et de clôture | Cérémonies d'ouverture et de clôture | •                       |                         |                         |                         |                         |                         |                         |                         |                         |                         |                         |                         |                         |                         |                         |                         | •                       |                         |
|                                      |                                      |                         |                         |                         |                         |                         |                         |                         |                         |                         |                         |                         |                         |                         |                         |                         |                         |                         |                         |
| Hommes                               |                                      |                         |                         |                         |                         |                         |                         |                         |                         |                         |                         |                         |                         |                         |                         |                         |                         |                         |                         |
| 500 m                                |                                      |                         |                         |                         |                         |                         |                         | o                       |                         | o                       |                         |                         |                         |                         |                         |                         |                         |                         |                         |
| 1 000 m                              |                                      | o                       |                         | o                       |                         |                         |                         |                         |                         |                         |                         |                         |                         |                         |                         |                         |                         |                         |                         |
| 1 500 m                              |                                      |                         |                         |                         |                         | o                       |                         |                         |                         |                         |                         |                         |                         |                         |                         |                         |                         |                         |                         |
| Relais 5 000 m                       |                                      |                         |                         |                         |                         |                         |                         | o                       |                         |                         |                         |                         | o                       |                         |                         |                         |                         |                         |                         |
|                                      |                                      |                         |                         |                         |                         |                         |                         |                         |                         |                         |                         |                         |                         |                         |                         |                         |                         |                         |                         |
| Femmes                               |                                      |                         |                         |                         |                         |                         |                         |                         |                         |                         |                         |                         |                         |                         |                         |                         |                         |                         |                         |
| 500 m                                |                                      | o                       |                         | o                       |                         |                         |                         |                         |                         |                         |                         |                         |                         |                         |                         |                         |                         |                         |                         |
| 1 000 m                              |                                      |                         |                         |                         |                         | o                       |                         | o                       |                         |                         |                         |                         |                         |                         |                         |                         |                         |                         |                         |
| 1 500 m                              |                                      |                         |                         |                         |                         |                         |                         |                         |                         |                         |                         |                         | o                       |                         |                         |                         |                         |                         |                         |
| Relais 3 000 m                       |                                      |                         |                         |                         |                         | o                       |                         |                         |                         | o                       |                         |                         |                         |                         |                         |                         |                         |                         |                         |
|                                      |                                      |                         |                         |                         |                         |                         |                         |                         |                         |                         |                         |                         |                         |                         |                         |                         |                         |                         |                         |
| Mixte                                | Relais                               |                         | o                       |                         |                         |                         |                         |                         |                         |                         |                         |                         |                         |                         |                         |                         |                         |                         |                         |

### Compétition féminine

#### 500 mètres
En séries, Suzanne Schulting fixe un nouveau record olympique en 42 s 379, battant le record de 2018 de sa concurrente Choi Min-jeong de 0,043 secondes. Florence Brunelle reçoit une pénalité pour avoir fait tomber sa compatriote Alyson Charles et Fan Kexin ; c'est sa deuxième pénalité après avoir commis une faute pendant le relais mixte. Corinne Stoddard tombe et se casse le nez.
Testée positive au Covid-19 le 30 janvier, Natalia Maliszewska est finalement autorisée à participer à l'ensemble de la compétition le matin même des séries du 500 mètres. Ayant reçu un test négatif, elle participe aux séries et se qualifie en quarts de finale, avant de recevoir un nouveau test positif juste après sa course et d'être interdite à nouveau de participer.
En finale, Kim Boutin fait un faux départ, puis Arianna Fontana tombe dans le premier virage et la course est recommencée ; les compétitrices doivent donc s'affronter au départ trois fois de suite. Arianna Fontana remporte la distance en 42 s 488, gagnant sa dixième médaille olympique, ce qui accroît son écart avec les anciens recordmen Apolo Ohno et Viktor Ahn, qu'elle a dépassés à l'occasion du relais mixte deux jours plus tôt. Elle devient aussi l'Italienne avec le plus de médailles olympiques à égalité avec Stefania Belmondo. Suzanne Schulting, championne du monde 2021 sur toutes les distances, prend la deuxième place, tandis que Kim Boutin, qui détient le record du monde de la discipline, se place troisième.
Arianna Fontana s'entraîne plusieurs années en Hongrie, refusant de se plier aux demandes de la fédération italienne qui lui impose le coach national plutôt que son mari Anthony Lobello. Elle dit avoir croisé les officiels de la fédération italienne dans un couloir après sa victoire et qu'ils ne se sont pas adressé la parole. En passant la ligne d'arrivée, elle pousse un hurlement qu'elle décrit en interview comme un hurlement de rage envers cette situation plutôt que de joie d'avoir gagné. Kim Boutin est victime de menaces de mort après sa médaille de bronze aux Jeux olympiques de 2018 et arrête sa pratique sportive un temps, puis reprend avec un accompagnement psychologique poussé ; elle affirme qu'avoir été présente à la compétition est une aussi grande réussite que sa médaille. Avec cette médaille, Boutin devient la canadienne la plus titrée de la discipline à égalité avec Tania Vicent.

#### 1 000 mètres
Suzanne Schulting bat le record olympique de la distance en séries, puis le record du monde en quarts de finale, fixant le nouveau record à 1 min 26 s 514 et battant l'ancien record fixé en 2012 à Calgary par Shim Suk-hee. En séries, Kim Boutin arrive juste avant la ligne d'arrivée avec une avance importante sur toutes les autres patineuses, mais trébuche et ne passe jamais cette ligne d'arrivée.
En finale, Suzanne Schulting prend la première place devant Choi Min-jeong. Hanne Desmet finit troisième, apportant la première médaille belge aux Jeux olympiques de 2022 ; Arianna Fontana est disqualifiée pour avoir fait tomber Kristen Santos, qui termine quatrième.

#### Relais3 000 mètres
Les équipes allant en finale du relais sont la Corée du Sud, qui a remporté six relais sur les huit derniers relais féminins aux Jeux olympiques, le Canada, la Chine et les Pays-Bas.
Les Néerlandaises remportent la compétition, marquant la troisième médaille, dont deux d'or, de Suzanne Schulting et battant le record olympique de la distance. C'est la première fois que le pays gagne l'or au relais féminin. Les Sud-Coréennes prennent l'argent et les Chinoises le bronze.
Les Italiennes remportent la finale B.

### Compétition masculine

#### 500 mètres
Après avoir obtenu l'argent au 1500 mètres, Steven Dubois finit troisième du 500 mètres derrière Shaoang Liu et Konstantine Ivliev. Abzal Azhgaliyev prend la quatrième place. Après la victoire du Hongrois, le Canada reste le seul pays avec deux champions olympiques de la distance, Marc Gagnon en 2002 et Charles Hamelin en 2010.
Wu Dajing, champion olympique en titre et détenteur du record du monde, remporte la finale B devant Pavel Sitnikov.

#### 1 000 mètres
En séries du 1 000 mètres, Hwang Dae-heon fixe un nouveau record olympique en 1 min 23 s 042, battant le record de Charles Hamelin en 2018 de 0.365 secondes. Brendan Corey bat quant à lui le record d'Australie en 1 min 23 s 908. Farrell Treacy, confus, sprinte un tour trop tôt avant la ligne d'arrivée et ne se qualifie pas pour le tour suivant.
En quart de finale, Pascal Dion, leader de la distance en coupe du monde sur la saison, est éliminé après une chute. Hwang est disqualifié pour faute, un choix très critiqué par les spectateurs coréens de la compétition ; la disqualification de ce favori de la compétition permet à un patineur chinois de passer en demi-finales. Park Jang-hyuk est victime d'une chute et alors qu'il est à terre, Wu Dajing lui patine sur la main par accident. Il est évacué sur un brancard ; il est avancé en demi-finales par les juges, tombé à cause d'une faute de quelqu'un d'autre, mais abandonne en raison de sa blessure.
La finale est interrompue à quatre tours de l'arrivée en raison d'une lame cassée ayant laissé des morceaux de métal sur la glace.
Shaolin Sándor Liu passe en premier la ligne d'arrivée, mais les juges lui donnent un carton jaune, soit deux pénalités dans la même course, ce qui transfère la médaille d'or à Ren Ziwei et à son temps de 1 min 26 s 768. Li Wenlong prend l'argent et Shaoang Liu le bronze. Dans la vidéo vue de côté, il semble que Ren ait attrapé Liu par les épaules, ce qui cause un scandale quand le public estime que c'est le Chinois qui aurait dû être disqualifié. Liu a cependant fait une faute bien visible plus tôt dans la course : une disqualification est justifiée pour cela, mais le carton jaune reste sujet de contentieux. Cela s'ajoute à la controverse des nombreuses pénalités ayant mené à la victoire de la Chine en relais mixte. La vidéo vue de face est publiée plus tard dans la journée et montre Liu bloquant la route de Ren et Ren l'attrapant parce qu'il a perdu l'équilibre dans ce contexte.
Après la finale, le comité olympique sud-coréen annonce avoir saisi le tribunal arbitral du sport pour discrimination contre leur équipe nationale en relais mixte et au 1000 mètres masculin.

#### 1 500 mètres
En demi-finales, Steven Dubois chute en raison d'une faute de Sjinkie Knegt et est avancé en finale. De nombreux avancements sont prononcés par les juges, et au lieu des 6 patineurs habituels, dix personnes disputent la finale, avec six sur la ligne de départ et quatre sur une deuxième ligne un peu en retrait. C'est la première fois de l'histoire qu'une course sur cette distance se dispute à dix. En finale, personne ne chute.
Hwang Dae-heon remporte la distance, devant Steven Dubois qui parvient à distancer Semen Elistratov sur la ligne d'arrivée. Il s'agit de la première médaille olympique de Dubois, les deux autres médaillés ayant déjà fait des podiums en 2018 ; Elistratov avait déjà pris le bronze au 1 500 mètres quatre ans plus tôt. Dubois prend la deuxième place à cinq tours de l'arrivée. Shaoang Liu prend la quatrième place, devant son frère Shaolin Sándor Liu qui finit sixième. Farrell Treacy arrive neuvième, mais bat le record national britannique avec un temps de 2 min 11 s 988.

### Relais mixte par équipes2 000 mètres
En séries, l'équipe des Pays-Bas fixe le premier record olympique de l'histoire de la discipline en 2 min 36 s 437.
En demi-finale, l'équipe américaine reçoit une pénalité après que Ryan Pivirotto a coupé la route au concurrent chinois pour prendre le relais de Kristen Santos. Les Américains sont deuxièmes de la course et les Russes troisièmes, mais les deux équipes sont disqualifiées pour faute, laissant la place de finale à la Chine.

En finale, le Canada et la Hongrie tombent dans le premier tour et la course est recommencée. La Chine l'emporte sur l'Italie de seize millièmes de seconde, avec la Hongrie en troisième position après une chute et une pénalité pour l'équipe du Canada, également tombée et responsable de la chute des Hongrois. Kwak Yoon-gy s'exprime en public pour critiquer la gestion des pénalités par les juges, les disqualifications de demi-finale et de finale ayant largement avantagé l'équipe chinoise qui joue à domicile. Avec sa médaille d'argent, Arianna Fontana devient la personne la plus médaillée de l'histoire du patinage de vitesse sur piste courte aux Jeux olympiques.

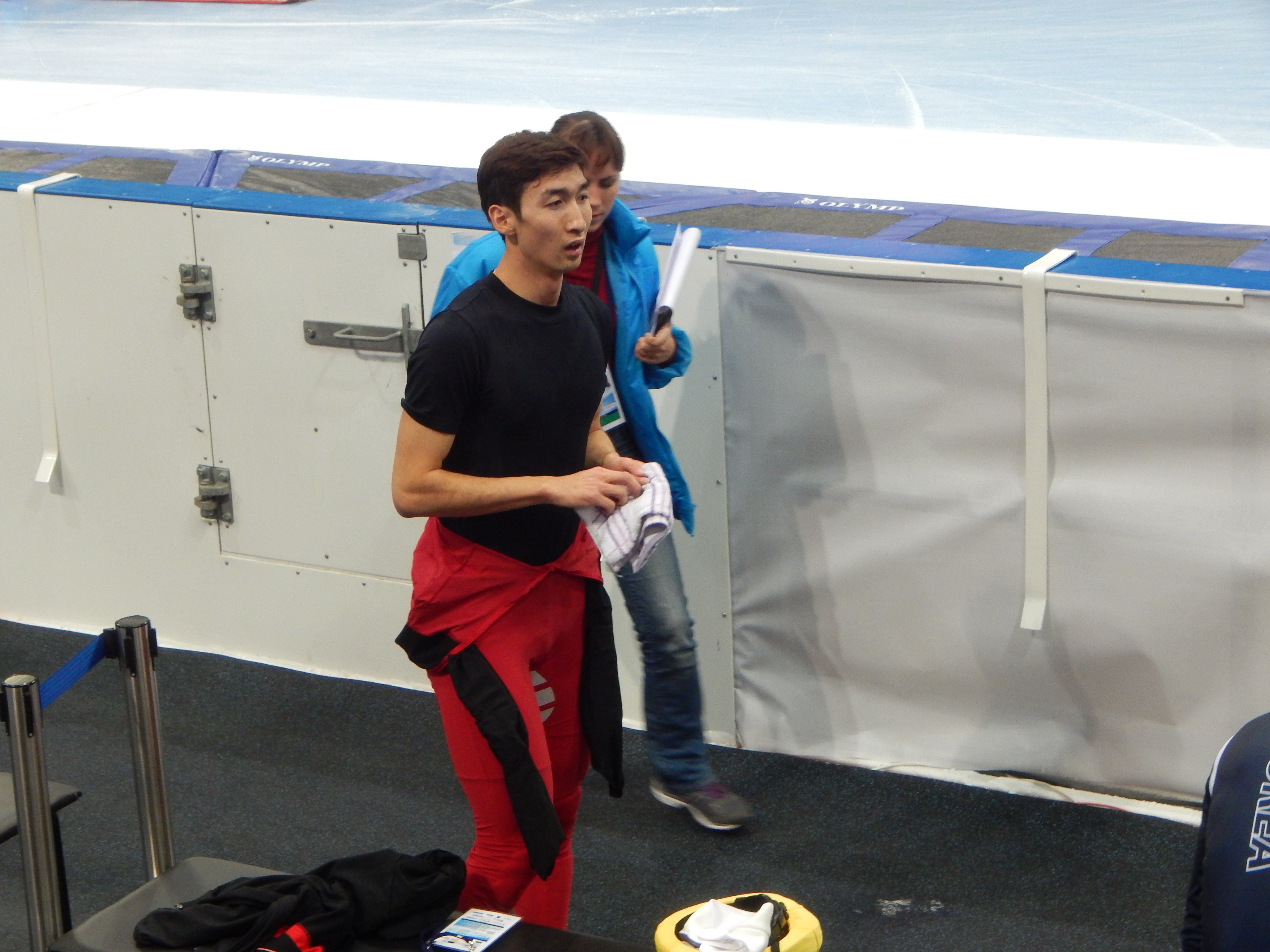
Wu Dajing, champion olympique du relais mixte pour la Chine, en 2015.
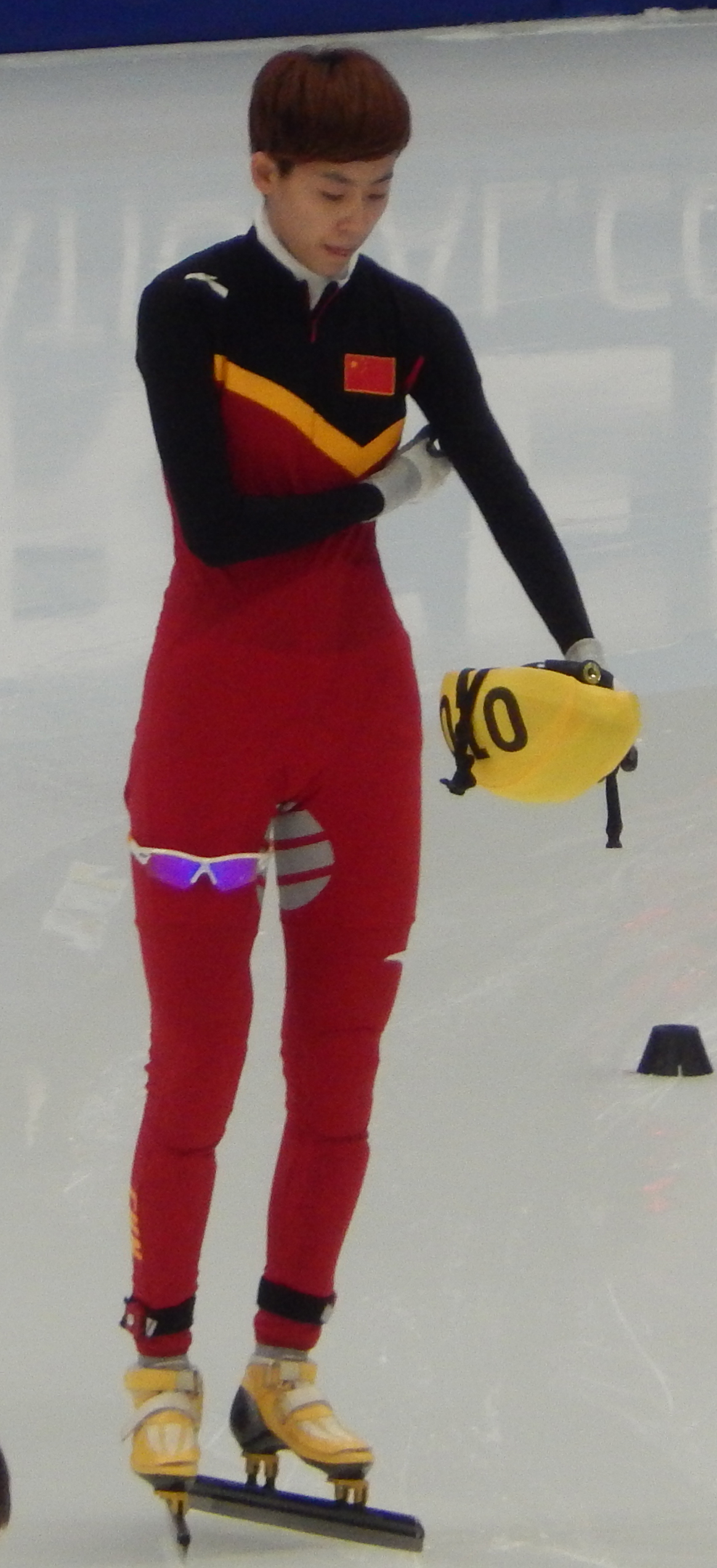
Fan Kexin, championne olympique du relais mixte pour la Chine, en 2015.
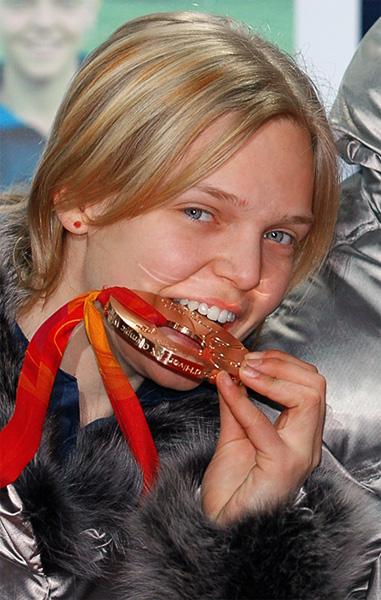
Arianna Fontana, vice-championne olympique du relais mixte, en 2006.
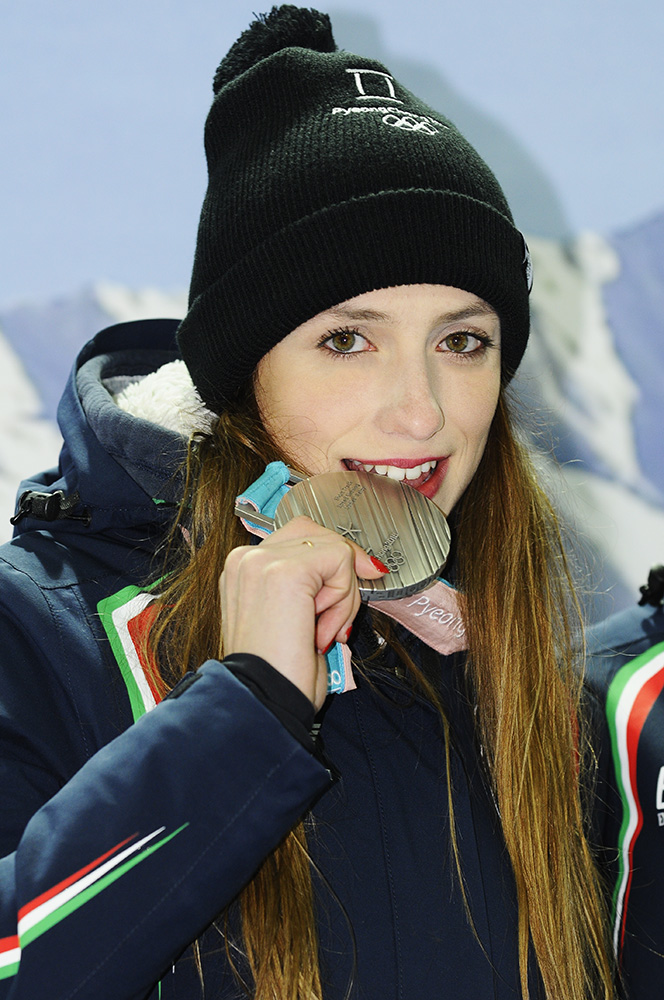
Martina Valcepina, vice-championne olympique du relais mixte, en 2018.
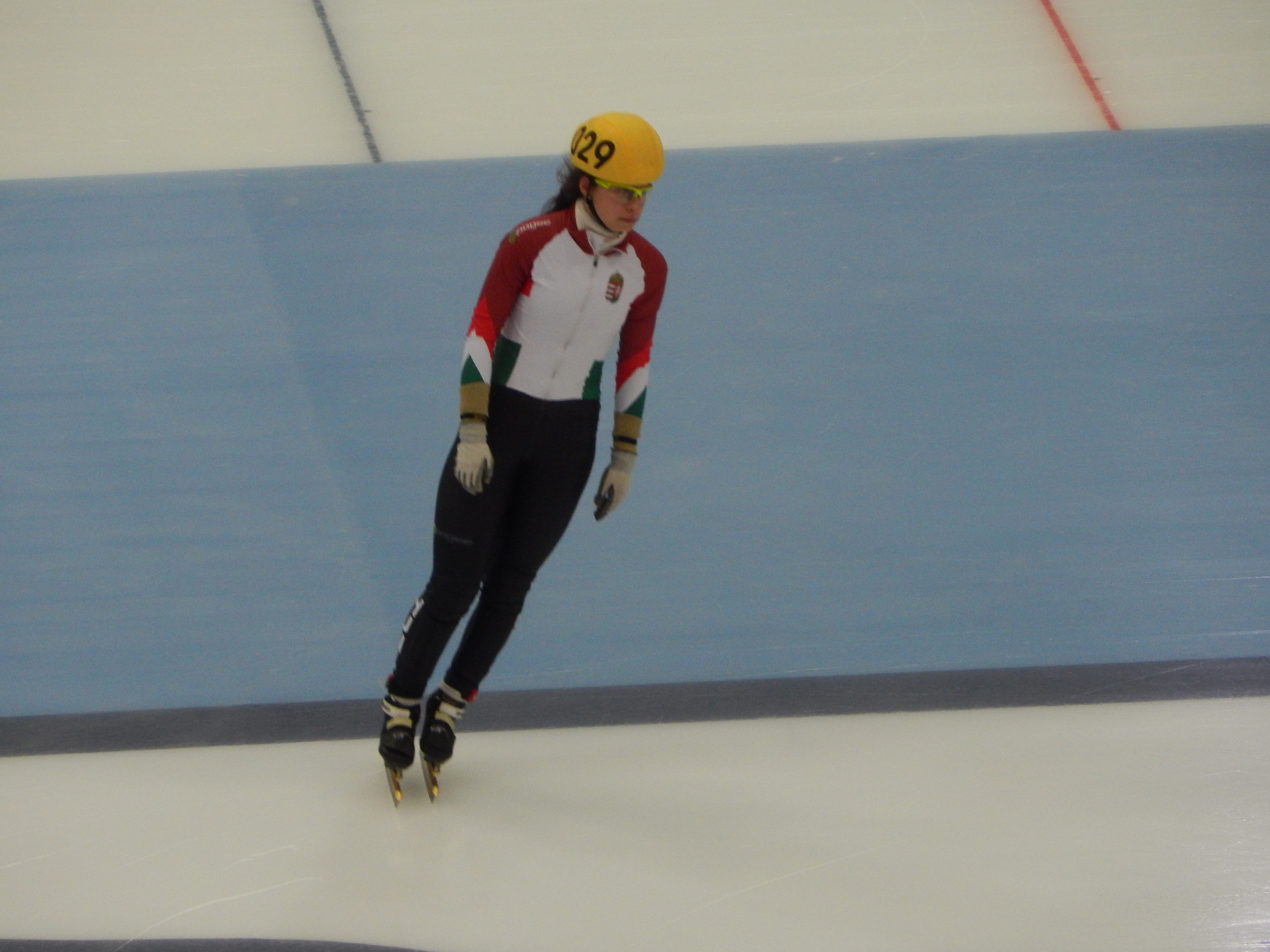
Petra Jászapáti, médaillée de bronze au relais mixte, en 2015.
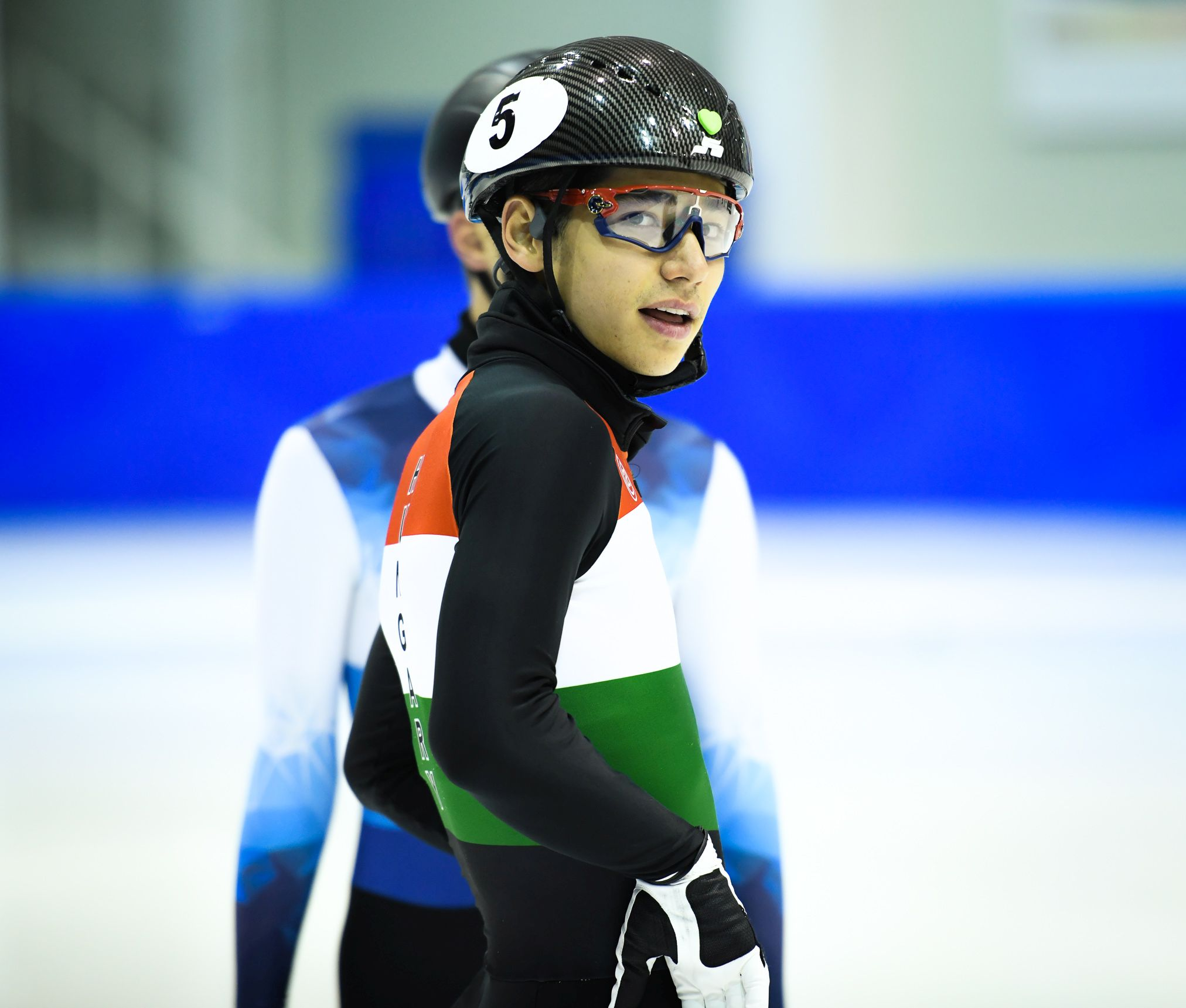
Shaoang Liu, médaillé de bronze au relais mixte, en 2018.
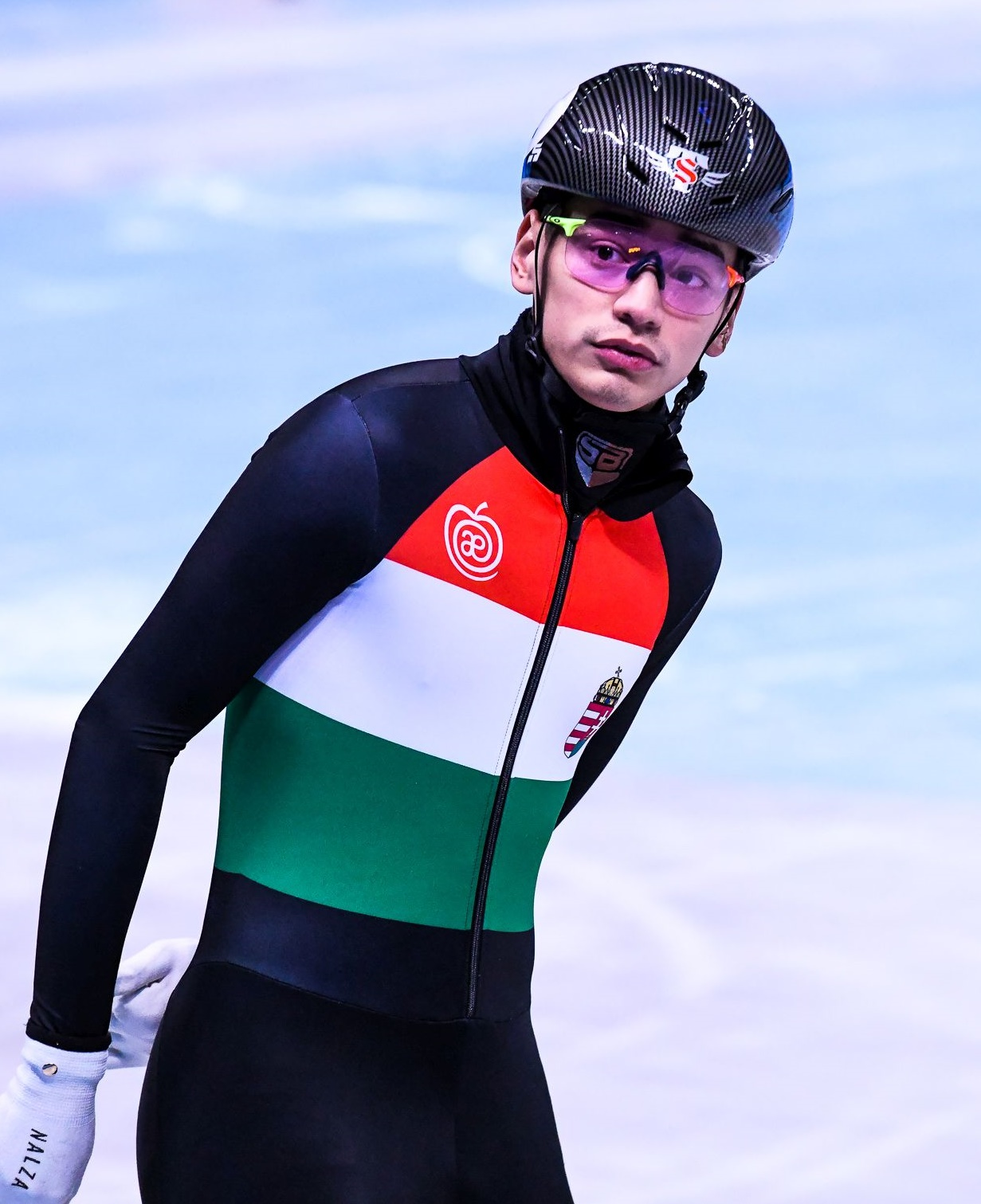
Shaolin Sándor Liu, médaillé de bronze au relais mixte, en 2019.

## Médaillés

### Hommes
| Épreuve                              | Or                                                                            | Or             | Argent                                                                        | Argent         | Bronze                                                                       | Bronze         |
| ------------------------------------ | ----------------------------------------------------------------------------- | -------------- | ----------------------------------------------------------------------------- | -------------- | ---------------------------------------------------------------------------- | -------------- |
| 500 m résultats détaillés            | Shaoang Liu (HUN)                                                             | 40 s 338       | Konstantine Ivliev (ROC)                                                      | 40 s 431       | Steven Dubois (CAN)                                                          | 40 s 669       |
| 1 000 m résultats détaillés          | Ren Ziwei (CHN)                                                               | 1 min 26 s 768 | Li Wenlong (CHN)                                                              | 1 min 29 s 917 | Shaoang Liu (HUN)                                                            | 1 min 35 s 693 |
| 1 500 m résultats détaillés          | Hwang Dae-Heon (KOR)                                                          | 2 min 9 s 219  | Steven Dubois (CAN)                                                           | 2 min 9 s 254  | Semen Elistratov (ROC)                                                       | 2 min 9 s 267  |
| Relais (5 000 m) résultats détaillés | Canada - Charles Hamelin - Steven Dubois - Jordan Pierre-Gilles - Pascal Dion | 6 min 41 s 257 | Corée du Sud - Lee June-seo - Kim Dong-wook - Hwang Dae-heon - Park Jang-hyuk | 6 min 41 s 679 | Italie - Andrea Cassinelli - Yuri Confortola - Tommaso Dotti - Pietro Sighel | 6 min 43 s 431 |

### Femmes
| Épreuve                              | Or | Or             | Argent                                                                                | Argent         | Bronze                                                                      | Bronze         |
| ------------------------------------ | --- | -------------- | ------------------------------------------------------------------------------------- | -------------- | --------------------------------------------------------------------------- | -------------- |
| 500 m résultats détaillés            | Arianna Fontana (ITA)                                                                                  | 42 s 488       | Suzanne Schulting (NED)                                                               | 42 s 559       | Kim Boutin (CAN)                                                            | 42 s 724       |
| 1 000 m résultats détaillés          | Suzanne Schulting (NED)                                                                                | 1 min 28 s 391 | Choi Min-jeong (KOR)                                                                  | 1 min 28 s 443 | Hanne Desmet (BEL)                                                          | 1 min 28 s 928 |
| 1 500 m résultats détaillés          | Choi Min-jeong (KOR)                                                                                   | 2 min 17 s 789 | Arianna Fontana (ITA)                                                                 | 2 min 17 s 862 | Suzanne Schulting (NED)                                                     | 2 min 17 s 865 |
| Relais (3 000 m) résultats détaillés | Pays-Bas - Suzanne Schulting - Selma Poutsma - Xandra Velzeboer - Yara van Kerkhof - (Rianne de Vries) | 4 min 3 s 409  | Corée du Sud - Choi Min-jeong - Seo Whi-min - Kim Alang - Lee Yu-bin - (Park Ji-yoon) | 4 min 3 s 627  | Chine - Qu Chunyu - Zhang Chutong - Fan Kexin - Zhang Yuting - (Han Yutong) | 4 min 3 s 863  |

### Mixte
| Épreuve                              | Or                                                                     | Or             | Argent | Argent         | Bronze                                                                                             | Bronze         |
| ------------------------------------ | ---------------------------------------------------------------------- | -------------- | --- | -------------- | -------------------------------------------------------------------------------------------------- | -------------- |
| Relais (2 000 m) résultats détaillés | Chine - Qu Chunyu - Fan Kexin - Wu Dajing - Ren Ziwei - (Zhang Yuting) | 2 min 37 s 348 | Italie - Arianna Fontana - Martina Valcepina - Andrea Cassinelli - Pietro Sighel - (Yuri Confortola) - (Arianna Valcepina) | 2 min 37 s 895 | Hongrie - Zsófia Kónya - Petra Jászapáti - Shaoang Liu - Shaolin Sándor Liu - (John-Henry Krueger) | 2 min 38 s 052 |

## Tableau des médailles
- Pays organisateur (Chine)

| Rang  | Pays         | Médaille d'or, Jeux olympiques | Médaille d'argent, Jeux olympiques | Médaille de bronze, Jeux olympiques | Total |
| 1     | Corée du Sud | 2                              | 3                                  | 0                                   | 5     |
| 2     | Chine        | 2                              | 1                                  | 1                                   | 4     |
| 3     | Pays-Bas     | 2                              | 1                                  | 1                                   | 4     |
| 4     | Italie       | 1                              | 2                                  | 1                                   | 4     |
| 5     | Canada       | 1                              | 1                                  | 2                                   | 4     |
| 6     | Hongrie      | 1                              | 0                                  | 2                                   | 3     |
| 7     | ROC          | 0                              | 1                                  | 1                                   | 2     |
| 8     | Belgique     | 0                              | 0                                  | 1                                   | 1     |
| Total | Total        | 9                              | 9                                  | 9                                   | 27    |

## Controverses

### Disqualifications
Le contexte politique entre la Corée du Sud et la Chine est tendu dès la cérémonie d'ouverture des Jeux olympiques, lors de laquelle le hanbok traditionnel coréen est présenté comme une spécificité culturelle du pays hôte. En 2002, Apolo Ohno est mis sous protection du FBI après 16 000 emails reçus de la part de Sud-coréens après sa victoire au 1 500 mètres suivant la disqualification pour faute de Kim Dong-sung, premier à avoir passé la ligne d'arrivée. Il en va de même pour Kim Boutin en 2018, médaillée de bronze au 500 m après la faute de Choi Min-jeong, qui reçoit des insultes et menaces de mort et est placée sous escorte de la police canadienne.
De nombreuses pénalités mènent à la victoire de la Chine en relais mixte. En demi-finale, l'équipe américaine reçoit une pénalité après que Ryan Pivirotto a coupé la route au concurrent chinois pour prendre le relais de Kristen Santos. Les Américains sont deuxièmes de la course et les Russes troisièmes, mais les deux équipes sont disqualifiées pour faute, laissant la place de finale à la Chine. Kwak Yoon-gy s'exprime en public pour critiquer la gestion des pénalités par les juges, les disqualifications de demi-finale et de finale ayant largement avantagé l'équipe chinoise qui joue à domicile.
En quarts de finale du 1 000 mètres, Hwang Dae-heon est disqualifié pour faute, un choix très critiqué par les spectateurs coréens de la compétition ; la disqualification de ce favori de la compétition permet à un patineur chinois de passer en demi-finales. Lee June-seo est aussi disqualifié pour faute dans le même tour, ce qui laisse aussi la place à un patineur chinois. En finale, dans la vidéo vue de côté, il semble que Ren Ziwei ait attrapé Shaolin Sandor Liu par les épaules, ce qui cause un scandale quand le public estime que c'est le Chinois qui aurait dû être disqualifié plutôt que le Hongrois. Liu a cependant fait une faute bien visible plus tôt dans la course : une disqualification est justifiée pour cela, mais le carton jaune reste sujet de contentieux. La vidéo vue de face est publiée plus tard dans la journée et montre Liu bloquant la route de Ren et Ren l'attrapant parce qu'il a perdu l'équilibre dans ce contexte, ce qui explique la décision des juges.
Le 7 février 2022, le comité olympique sud-coréen annonce avoir saisi le tribunal arbitral du sport, le CIO, l'Union internationale de patinage et le juge-arbitre lui-même pour discrimination contre leur équipe nationale en relais mixte et au 1000 mètres masculin. La fédération critique également le système d'arbitrage du sport, dans lequel tout le pouvoir de décision revient à un juge unique.
Viktor Ahn, multi-médaillé olympique sud-coréen naturalisé russe et entraîneur de l'équipe chinoise pour les Jeux olympiques, demande à la population coréenne de cesser de harceler sa famille sur les réseaux sociaux. L'équipe sud-coréenne sur place à Beijing se dit ensevelie d'appels de Sud-Coréens leur enjoignant de rentrer dans le pays et de boycotter le reste des Jeux olympiques. Des stars de la pop, notamment Ningning du groupe Aespa, sont harcelées en ligne après avoir félicité les Chinois pour leurs performances.

### Traitement de Natalia Maliszewska
Testée positive au Covid-19 le 30 janvier, Natalia Maliszewska est finalement autorisée à participer à l'ensemble de la compétition le matin même des séries du 500 mètres. Les procédures d'isolation l'empêchent de remplir son rôle de porte-drapeau lors de la cérémonie d'ouverture des Jeux. Ayant reçu un test négatif, elle participe aux séries et se qualifie en quarts de finale, avant de recevoir un nouveau test positif juste après sa course et d'être interdite à nouveau de participer. Le lendemain à trois heures du matin, le personnel des Jeux vient la chercher dans sa chambre d'hôtel pour la ramener à l'hôtel et elle peut participer aux séries du 1000 mètres. Elle tombe en quarts de finale.

## Postérité

### Records
Le premier record olympique du relais mixte est fixé par l'équipe néerlandaise le 5 février 2022. Suzanne Schulting bat le record olympique du 500 mètres le même jour, et Hwang Dae-heon celui du 1 000 mètres.
Le 5 février, au relais mixte, Arianna Fontana obtient sa neuvième médaille olympique, ce qui lui permet de battre le record de la discipline qu'elle partageait jusque-là avec Viktor Ahn et Apolo Anton Ohno. À la fin des Jeux, elle a onze médailles.

### Hommages nationaux
La Pologne crée 15 000 pièces de 10 zlotys représentant un patineur de vitesse sur piste courte sur une face.